# Andrzej Czuma
Andrzej Bobola Czuma (Lublin, 7 de dezembro de 1938) é um político da Polónia.
Eleito para a Sejm em 25 de Setembro de 2005 com 2858 votos no distrito de Varsóvia, candidato pelas listas do partido Plataforma Cívica.
Foi eleito para a Sejm em 21 de outubro de 2007 com 4344 votos no distrito de Varsóvia, candidato pelas listas do partido Plataforma Cívica.
Seu tio, Walerian Czuma, foi o comandante das tropas polonesas que defendiam Varsóvia, durante o cerco em 1939.